# Acacia euthyphylla
Acacia euthyphylla är en ärtväxtart som beskrevs av Bruce R. Maslin. Acacia euthyphylla ingår i släktet akacior, och familjen ärtväxter. Inga underarter finns listade i Catalogue of Life.